# Melanochlamys barryi
Melanochlamys barryi is een slakkensoort uit de familie van de Aglajidae. De wetenschappelijke naam van de soort is voor het eerst geldig gepubliceerd in 1990 door Gosliner.